# Guillermo Rodríguez Melgarejo

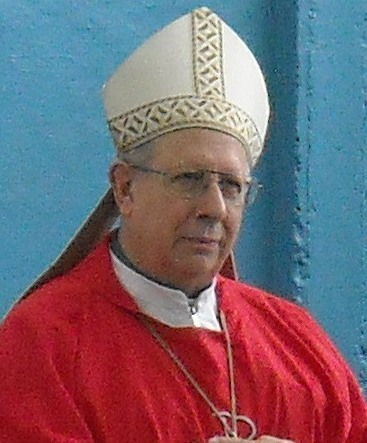
Rodríguez Melgarejo em 2010

Guillermo Rodríguez Melgarejo (20 de maio de 1943 - 4 de janeiro de 2021) foi um bispo católico romano argentino.
Melgarejo nasceu na Argentina e foi ordenado ao sacerdócio em 1970. Ele serviu como bispo titular de Ucresiano e como bispo auxiliar da Arquidiocese Católica Romana de Buenos Aires de 1994 a 2003 e como bispo da Diocese Católica Romana de San Martín na Argentina de 2003 a 2018.